# Notre-Dame-du-Pré
Notre-Dame-du-Pré település Franciaországban, Savoie megyében. Lakosainak száma 256 fő (2022. január 1.). Notre-Dame-du-Pré Aime-la-Plagne, Bozel, Feissons-sur-Salins, Montagny és Saint-Marcel községekkel határos.

## Népesség
A település népességének változása:
| Lakosok száma | 268  | 256  | 255  | 249  | 250  | 247  | 250  | 253  | 256  |
|               | 2013 | 2015 | 2016 | 2017 | 2018 | 2019 | 2020 | 2021 | 2022 |